# Ножкина, Татьяна Александровна
Татьяна Александровна Ножкина (род. 24 августа 1976, Москва, РСФСР, СССР) — российский юрист, адвокат, бывший управляющий партнер адвокатского бюро ZKS, нынешний управляющий партнёр московского адвокатского бюро «Корвус». Является одним из ведущих российских адвокатов по уголовным делам, в соответствии с международными рейтингами The Legal 500, Best Lawyers, российским индивидуальным рейтингом Право.ru-300.

## Биография
Родилась 24 августа 1976 года в Москве.
В 1998 году окончила юридический факультет Московского государственного университета им. М. В. Ломоносова по специальности «правоведение». По её собственному признанию, изначально юристом быть не мечтала.
Профессиональную деятельность начала в 1998 году помощником адвоката Г. П. Падва. В 2000 году получила статус адвоката в Адвокатской палате Москвы. С 2000 по 2013 год являлась адвокатом адвокатского бюро «Падва и партнеры». Специализировалась на уголовных делах, связанных с экономическими, должностными, коррупционными и налоговыми преступлениями.
В 2013 году перешла на работу в качестве советника и адвоката в адвокатское бюро «Егоров, Пугинский, Афанасьев и партнеры». В 2017 году стала партнёром фирмы. 25 января 2018 года возглавила уголовно-правовую практику санкт-петербургского офиса бюро. Помимо адвокатской практики, неоднократно участвовала в научно-практических мероприятиях, юридических и экономических конференциях.
В августе 2020 года присоединилась в качестве старшего партнёра и адвоката уголовной практики к адвокатскому бюро ZKS. В мае 2022 года совет партнеров бюро избрал Татьяну Ножкину новым управляющим партнером ZKS, первой женщиной в этом качестве.
С 2025 года, в связи с реорганизацией адвокатского бюро ZKS, является управляющим партнером московского адвокатского бюро «Корвус».

## Известные клиенты и дела
В числе известных клиентов и дел Ножкиной, в качестве представителя в судах и адвоката:
- защита Антонио Вальдес-Гарсиа[15];
- представительство продюсера телеканала НТВ Эльхана Мирзоева[16];
- защита экс-главы ООО «Ювелирный центр «Алтын» Антонины Бабосюк[17][18];
- защита интересов сотрудников ЗАО «Алкоа Металлург Рус»[19];
- представительство историка, профессора И. Р. Плеве[20];
- защита директора Федеральной службы исполнения наказаний (ФСИН России) в 2009—2012 годах А. А. Реймера[21];
- представительство ОАО «Волжский оргсинтез»[22];
- защита американского журналиста Эвана Гершковича[23][24][25].